# Gloria in excelsis Deo
Gloria in excelsis Deo, llamado también doxología mayor, es un himno litúrgico, habitualmente cantado en forma silábica o semisilábica, que forma parte de las piezas obligatorias del ordinario de la misa, tanto en las liturgias de la Iglesia católica  como Iglesia ortodoxa.
El Gloria es un himno cristiano antiquísimo y venerable con el que la Iglesia, congregada en el Espíritu Santo, glorifica a Dios Padre y glorifica y le suplica al Cordero.

## Origen
El texto comienza con las palabras que los ángeles utilizaron para anunciar el nacimiento de Jesús a los pastores (Lc 2, 14) extraídas de la Vetus Latina. La Vulgata latina usa altissimis (que, generalmente, significa 'en lo más alto', pero con sentido físico) en lugar del excelsis ('superior', 'elevado' o 'lo más alto') usado por la Vetus Latina. El himno continúa con versos añadidos para crear una doxología propia. Su texto original griego tiene un origen muy lejano en la historia del cristianismo. Otra forma del texto apareció en el siglo III, si no antes. La versión larga usada por la Iglesia ortodoxa griega está datado en el siglo IV, pero no es la forma habitual en que se canta en el resto de las liturgias cristianas, que usan formas devenidas de la forma latina, que añade las expresiones Tu solus altissimus y Cum sancto Spiritu. Los ortodoxos griegos lo concluyen con: "Todo el día le adoraré y glorificaré su nombre por siempre y para siempre" y continúa con 10 versos más, provenientes de los salmos, el Trisagio y el Gloria Patri.

## Interpretación
En el rito romano, el Gloria es iniciado después del Kyrie Eleison y antes de la oración colecta. Según las rúbricas del misal romano:

C) Del himno “Gloria in excelsis”
431.  El himno “Gloria in excelsis”  se dice:
a) en las misas que responden al Oficio del día, siempre que a Maitines se haya dicho el himno “Te Deum”;
b) en las misas festivas de las cuales se trata en el n. 302;
c) en las misas del Jueves Santo, y en la Misa de la Vigilia Pascual;
d) en las Misas votivas de Iª , IIª y IIIª clase, a no ser que se emplee el color morado en los ornamentos;
e) en las misas votivas de IVª clase de los ángeles, cualquier día, y de la Santísima Virgen que se celebran en sábado.
432.  El himno “Gloria in excelsis” se omite:
a) en las misas que responden al Oficio del día, cuando a Maitines se omite el himno “Te Deum”;
b) en todas las Misas en que se emplea el color morado en los ornamentos;
c) en las misas votivas de IVª clase, excepto aquellas de las cuales se trata en el n. 431e;
d) en las Misas de difuntos.
Motu proprio Rubricarum instructum, nº 431 y 432, (1960)

El primer papa que introduce este himno en la Liturgia fue el papa Telesforo (128–139?) -quien la incluye en el Ordinario de la fiesta de Navidad- y, luego, Símaco (498–514) -que lo generalizó para todas las celebraciones dominicales-. Al inicio, su rezo estaba reservado solo a los sacerdotes en la Pascua, pero a fines del siglo XI los celebrantes comenzaron a obtener los permisos para cantar el Gloria en todas sus celebraciones festivas. Aun así, nunca se rezó en las fiestas durante del Adviento hasta la Misa de Navidad.
Durante la Edad Media fueron compuestos muchos Glorias ampliados con glosas y nuevos versos. La versión adaptada para las fiestas de la Santísima Virgen María, que aparece en el Misal Sarum, fue usado en toda Europa, y, aunque estas interpolaciones fueron prohibidas repetidamente, siguió interpretándose, al menos, hasta 1570.
Las estrofas están ordenadas en pareados, que tienen un ritmo muy marcado, mucho más claro en el original griego que en la versión latina, por ejemplo:

Kyrie basileu epouranie...
Señor Rey En el cielo...

El Gloria y el Te Deum son los únicos supervivientes en la Liturgia romana de los llamados psalmi idiotici (salmos compuestos por un particular tomando como ejemplo el Psalterio bíblico) que fueron muy populares en los siglos II y III. La belleza de estos dos himnos es una de las cumbres de la poesía lírica cristiana de tiempos de las persecuciones.

## Particularidades litúrgicas
En el rito romano se establece que para la celebración de la Vigilia Pascual, el Gloria se entone justo al finalizar las lecciones del Antiguo Testamento con sus salmos y oraciones (las siete, o por lo menos tres), y antes de la Oración Colecta que precede a la lectura de la Epístola. En esta noche solemne el Gloria debe cantarse siempre que sea posible, y para esta ocasión, los coros suelen desplegar toda la belleza de la polifonía. También lo deben acompañar las campanas del templo sonando a repique, tanto las de la torre como las campanillas manuales empleadas para el uso interno del servicio litúrgico. 
También pueden acompañar las campanas el canto del Gloria en la Misa de la Santa Cena, la noche del Jueves Santo, indicando así que no sonarán más hasta que el Gloria vuelva a entonarse en la Vigilia Pascual.
Asimismo, en algunos lugares, las campanas también acompañan el canto del Gloria en la Misa del Gallo a medianoche de Navidad, pero el Misal Romano no establece una norma al respecto.
Cuando la Misa se ha iniciado con una procesión (como en la fiesta de la Presentación del Señor), por tener esta un carácter penitencial, se omiten los ritos iniciales y el rito penitencial, y en cuanto el celebrante con los ministros suben al altar, se procede de inmediato al canto del Gloria.

## Texto griego
Δόξα ἐν ὑψίστοις Θεῷ καὶ ἐπὶ γῆς εἰρήνη ἐν ἀνθρώποις εὐδοκία.
Ὑμνοῦμέν σε, εὐλογοῦμέν σε, προσκυνοῦμέν σε, δοξολογοῦμέν σε, εὐχαριστοῦμέν σοι, διὰ τὴν μεγάλην σου δόξαν.
Κύριε Βασιλεῦ, ἐπουράνιε Θεέ, Πάτερ παντοκράτορ, Κύριε Υἱὲ μονογενές, Ἰησοῦ Χριστέ, καὶ Ἅγιον Πνεῦμα.
Κύριε ὁ Θεός, ὁ ἀμνὸς τοῦ Θεοῦ, ὁ Υἱός τοῦ Πατρός, ὁ αἴρων τὴν ἁμαρτίαν τοῦ κόσμου, ἐλέησον ἡμᾶς, ὁ αἴρων τὰς ἁμαρτίας τοῦ κόσμου.
Πρόσδεξαι τὴν δέησιν ἡμῶν, ὁ καθήμενος ἐν δεξιᾷ τοῦ Πατρός, καὶ ἐλέησον ἡμᾶς.
Ὅτι σὺ εἶ μόνος Ἅγιος, σὺ εἶ μόνος Κύριος, Ἰησοῦς Χριστός, εἰς δόξαν Θεοῦ Πατρός. Ἀμήν.
Καθ' ἑκάστην ἡμέραν εὐλογήσω σε, καὶ αἰνέσω τὸ ὄνομά σου εἰς τὸν αἰῶνα καὶ εἰς τὸν αἰῶνα τοῦ αἰῶνος.

## Texto en latín y castellano
| Gloria in excelsis Deo et in terra pax hominibus bonæ voluntatis. Laudamus te, Benedicimus te, Adoramus te, Glorificamus te, Gratias agimus tibi propter magnam gloriam tuam, domine Deus, Rex cælestis, Deus Pater omnipotens. Domine fili unigenite, Iesu Christe, Domine Deus, Agnus Dei, Filius Patris, Qui tollis peccata mundi, miserere nobis; Qui tollis peccata mundi, suscipe deprecationem nostram; Qui sedes ad dexteram Patris, miserere nobis. Quoniam Tu solus sanctus, Tu solus Dominus, Tu solus Altissimus, Iesu Christe, Cum Sancto Spiritu in gloria Dei Patris. Amen.[4] | Gloria a Dios en los altos cielos y en la tierra paz a los hombres de buena voluntad. Te alabamos, te bendecimos, te adoramos, te glorificamos, te damos gracias por tu inmensa gloria, Señor Dios, Rey Celestial, Dios Padre todopoderoso. Señor Hijo unigénito, Jesucristo, Señor Dios, Cordero de Dios, Hijo del Padre, Tú que quitas los pecados del mundo, ten piedad de nosotros; Tú que quitas los pecados del mundo, acepta nuestra súplica. Tú que te sientas a la derecha del Padre, ten piedad de nosotros. Porque Tú eres el único santo, Tú el único señor, Tú el único altísimo, Jesucristo, con el Espíritu Santo en la gloria de Dios Padre. ¡Amén![a][5] |

## Abusos litúrgicos con este himno
No se puede cambiar y modificar  radicalmente la letra del Gloria para la Santa Misa. Al hacerlo constituye un abuso de la liturgia

El Gloria es un himno antiquísimo y venerable con el que la Iglesia, congregada en el Espíritu Santo, glorifica a Dios Padre y glorifica y le suplica al Cordero. El texto de este himno no puede cambiarse por otro.
Instrucción General del Misal Romano (IGMR)

Cantos como Gloria in excelsis Deo, Gloria in excelsis Deo (villancico) o Gloria salvadoreño incluyen la palabra Gloria, pero que un canto utiliza la palabra no significa que necesariamente pueda usarse litúrgicamente.

‘Gloria in excelsis (altissimis) Deo. Et in terra pax
hominibus bonae voluntatis.
Gloria Patri et Filio et Spiritui sancto.
Sicut erat in principio et nunc et semper
et in saecula saeculorum, Amen.
Johann Sebastian Bach

Ya resuena melodiosa
La angélica legión
Con la nueva venturosa
Por los valles la canción
Gloria in excelsis Deo
Gloria in excelsis Deo
Es la alegre bienvenida
Del caudillo de Israel
Que desciende a dar la vida
Y la paz al pueblo fiel
Gloria in excelsis Deo
Gloria in excelsis Deo
Es la alegre bienvenida
Del caudillo de Israel
Que desciende a dar la vida
Y la Paz al pueblo fiel.
Gloria in excelsis Deo
Aunque débil hoy se muestra
En profunda humillación
Él sostiene con su diestra
De los orbes la extensión
Gloria in excelsis Deo
Gloria in excelsis Deo
Desconocido

Vibran los cantos explosivos de alegría,
voy a reunirme con mi pueblo en catedral.
miles de voces nos unimos ese día
para cantar en nuestra fiesta patronal.
Gloria al Señor, Gloria al Señor,
Gloria al patrón de nuestra tierra El Salvador.
no hay redención de otro Señor
sólo un patrón nuestro Divino Salvador.
Por ser el justo y defensor del oprimido,
porque nos quieres y nos amas de verdad,
venimos hoy todo tu pueblo decidido,
a proclamar nuestro valor y dignidad.

De igual forma si se hace una paráfrasis o se modifica en gran medida el texto original, eso no es litúrgico. Aunque incluyen parte del texto original, ha sido deformado.

## Excepciones de la inmutabilidad de la letra del himno
A fin de facilitar la participación de los niños en los cantos del "Gloria", Credo, Santo y Cordero de Dios", se permite el uso con música de las interpretaciones populares aprobadas por la competente autoridad, aun cuando duchos textos no concuerden en todo con los textos litúrgicos.
Directorio litúrgico para las Misas con participación de niños, 31